# Мадарський
Мада́рський (рос. Мадарский, марій. Мадар хутор) — виселок у складі Кілемарського району Марій Ел, Росія. Входить до складу Ардинського сільського поселення.

## Населення
Населення — 89 осіб (2010; 90 у 2002).
Національний склад (станом на 2002 рік):
- марі — 88 %